# Felsővárosvíz
Felsővárosvíz település Romániában, Erdélyben, Hunyad megyében.

## Fekvése
Szászvárostól délre, a Berény-patak mellett, Alsóvárosvíz, Bucsum és Ludesd közt fekvő település.

## Története
Felsővárosvíz nevét 1455-ben említette először oklevél p. Felsewaraswyze alakban írva. 1733-ban Felsővárosvize, 1750-ben Felső-Oreslyora, 1760-1762 között Felső Város-Víz, 1888 Felső-Városvíz (Orestiora) formában írták.
1910-ben 789 lakosából 789 román és ortodox vallású volt.
A trianoni békeszerződés előtt Hunyad vármegye Szászvárosi járásához tartozott.
Községközpont, 7 település: Bucsum, Kosztesd, Costești-Deal, Gredistye, Ludesd, Felsőludesd és Kisoklos tartozik hozzá.

## Hivatkozások

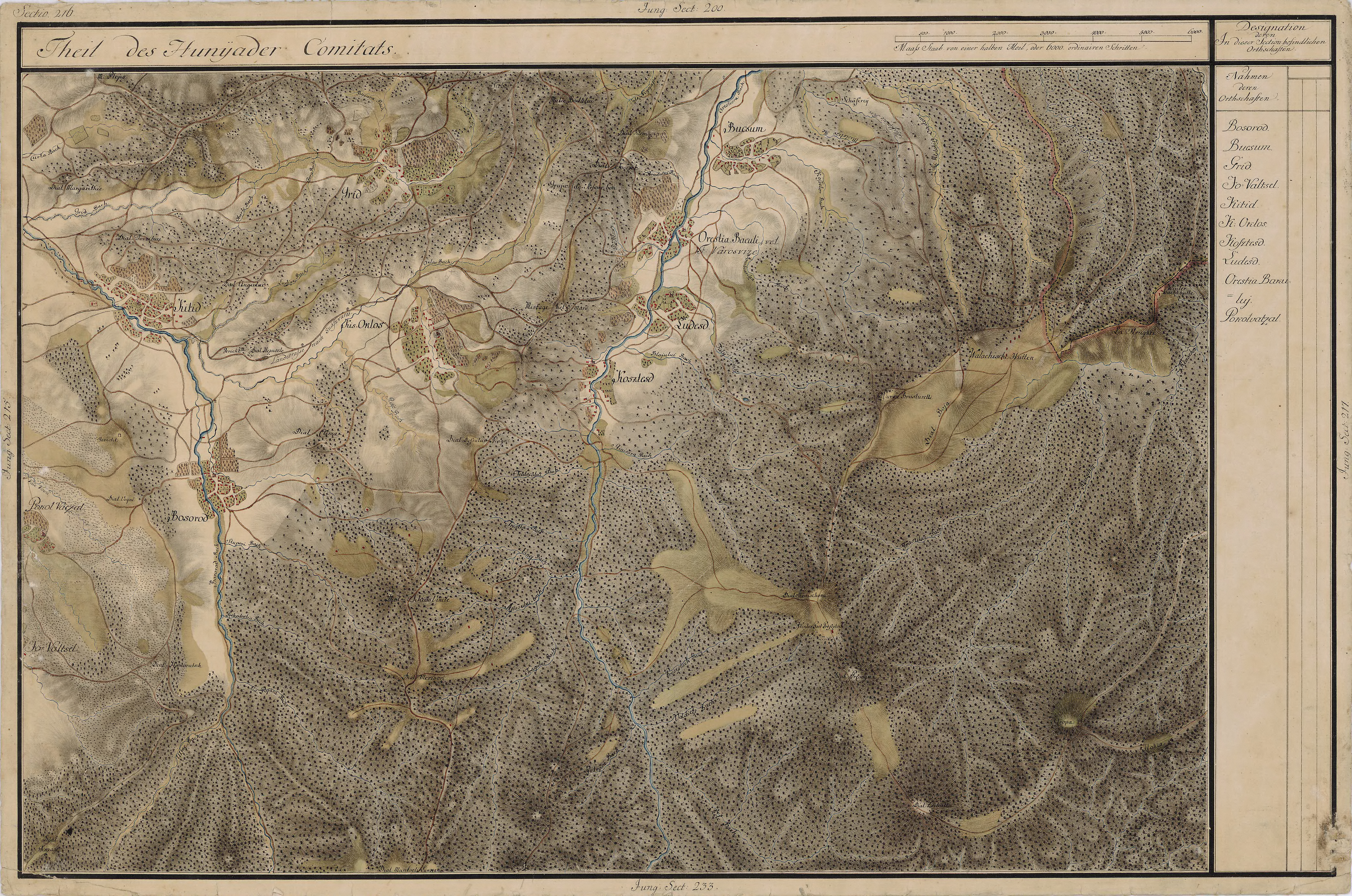
Felsővárosvíz egy régi térképen